# Малоярославец
Малояросла́вец — город на правом берегу реки Лужи (бассейн Оки), в 61 км к северо-востоку от Калуги. Административный центр Малоярославецкого района Калужской области. Город воинской славы.
Образует одноимённое муниципальное образование город Малоярославец со статусом городского поселения как единственный населённый пункт в его составе.

## Расположение
Притоки реки Лужи — Легойка и Карижа охватывают город, одна с юга и востока, другая с юга и запада. К городу подходят леса: за поймой реки Лужи, на западе за рекой Карижой, с юга за железной дорогой. Из Малоярославца хорошо виден соседний Обнинск, расположенный на высоком берегу реки Протвы, а также расположенные рядом деревни Карпово и 
Коллонтай. Площадь Малоярославца составляет 1787 гектаров.

### Климат
Территория города характеризуется умеренно континентальным климатом с тёплым летом и относительно холодной, продолжительной (с ноября по начало апреля) зимой. Среднемесячная температура самого холодного месяца года около −9 °C (январь), самого теплого +17,8 °C (июль). Самая высокая зарегистрированная температура составляет +38 °C, а самая низкая — −48 °C. Годовая норма осадков — 600—650 мм.

### Часовой пояс
Малояросла́вец, как и Калужская область, находится в часовой зоне МСК (московское время). Смещение применяемого времени относительно UTC составляет +3:00.
С 27 марта 2011 года Малоярославец, вместе со всей Россией, перешёл на постоянное измерение времени по международному стандарту UTC, то есть было закреплено постоянное использование летнего времени. Согласно международному стандарту UTC время не переводится ни зимой, ни летом.

## История
Город был основан в конце XIV века князем Владимиром Андреевичем Серпуховским (Храбрым), который назвал его в честь своего четвёртого сына Ярославлем <Ярославль боровский — Ярославец>. Первое письменное упоминание относится к 1402 году; в 2002 году город отпраздновал 600-летие. Во времена Владимира Андреевича Храброго и его наследников Малоярославецкая крепость на высоком берегу служила Московскому княжеству защитой на южной границе. К концу XV столетия городок Ярославец перестаёт играть роль пограничной крепости, границы отодвинулись от него. Он стал торговым и ремесленным поселением. Вскоре Ярославец перестал быть центром удельного княжения — по завещанию князя Михаила Андреевича вместе со станами и волостями вошёл в состав Московского княжества. После присоединения города к Московскому княжеству в 1485 году был переименован в Малоярославец.
В 1551 году было составлено описание Ярославца, насчитали около 1000 жителей. Опустошительный набег крымских татар 1571 года почти уничтожил поселение. Впервые город официально назван Ярославцем Малым в духовной грамоте государя царя и великого князя Ивана Васильевича Грозного, который завещал его сыну Ивану. Вероятно, слово «Малый» появилось в названии именно после нашествия татар 1571 года, так как от городка тогда мало что осталось. По некоторым утверждениям, название Малоярославец появилось ранее — например, в 1505 году.
В 1776 году Малоярославцу присвоен статус уездного города Малоярославецкого уезда Калужской губернии.
Во время Отечественной войны 1812 года город был небольшим с населением всего 1500 жителей. 24 октября 1812 года город стал ареной кровопролитного сражения между Великой армией Наполеона, пытавшейся пробиться на Калужскую дорогу, и русскими войсками под командованием Кутузова. В ходе 17-часового боя город 8 раз переходил из рук в руки, в итоге был практически полностью уничтожен. 
Во время Малоярославецкого сражения Савва Иванович Беляев (повытчик, секретарь малоярославецкого нижнего земского суда) уничтожил плотину у городской мельницы. Вода, хлынув на возводимые французами понтоны, смыла их и французские войска не смогли попасть в город. За этот подвиг С. И. Беляеву в Малоярославце поставлен памятник и названа одна из улиц города.

…Узнавши о приближении неприятеля, городничий Быковский сжег мост на реке Луже, омывающей город под горою; но начальник французского авангарда, генерал Дельган, подойдя к реке, тотчас же стал наводить понтонный мост. Тогда местному обывателю, почтенному Савве Ивановичу Беляеву пришла светлая мысль задержать врагов затоплением всей низменности, окружающей город, по которой неприятель должен был проходить. Указав на плотину, бывшую у мельницы под горою, С. И. Беляев собрал народ и, одушевляя его своим примером, бросился с горы к плотине и, с помощью народа, быстро разрушил её. Освободившись от преграды, вода хлынула и вся низменная местность была затоплена на продолжении семи вёрст. Наведённый французами понтонный мост был разорван и понтоны их понеслись по течению. Озадаченный этим неприятель в течение суток принуждён был оставаться в бездействии и приискивать средства для переправы, что дало время подоспеть войскам.— Журнал «Нива» №29 1884 г.
Проявивший в сражении мужество и отвагу Василий Васильковский стал первым в истории России священником, награждённым орденом Св. Георгия Победоносца.
В результате Малоярославецкого сражения остатки города остались за французами, но Кутузов вывел войска на более удобные позиции вне города. После этого стратегического сражения Наполеон понял, что на юг страны ему не прорваться, и решил, что пора отступать из России, дав команду к отходу на Боровск и Верею. В память войны 1812 года в городе в 1844 году был поставлен монумент-часовня (аналогичный памятник есть на Бородинском поле и ещё в нескольких ключевых местах войны 1812 года). Монумент был разрушен коммунистами в 1930-х годах, в 2010 году воссоздан заново. В честь битвы под Малоярославцем открытый в 1820 году остров получил название Малый Ярославец.
В конце XIX века через город прошла железная дорога, и активно развилось своё купечество. К началу XX века в городе уже было 55 торговых лавок, а из промышленных предприятий — бумаготкацкая фабрика. Внушительным памятником, возведённым в честь 100-летия победы в сражения под Малоярославцем на народные пожертвования незадолго до Революции 1917 года, стал собор Успения Пресвятой Богородицы.  
С 1929 года город является центром Малоярославецкого района Московской области (с 1944 года — Калужской области).
Во время Великой Отечественной войны Малоярославец подвергся непродолжительной оккупации (18 октября 1941 года был взят 19-й танковой дивизией вермахта и освобождён в ходе контрнаступления советских войск 2 января 1942 года). Город был освобождён от противника частями 53-й стрелковой дивизии, 17-й стрелковой дивизии и 26-й танковой бригады 43-й армии. За время непродолжительной оккупации Малоярославца военная администрация войск нацистской Германии устроила несколько лагерей для советских военнопленных и гражданского населения, где погибло большое число бойцов и командиров Красной армии. Здесь находились 6-й армейский сборно-пересыльный пункт, 126-й дулаг и 112-й дулаг. Местом упокоения советских воинов и жителей города, погибших в боях с немецко-фашистскими захватчиками за Малоярославец в 1941 году и в период оккупации, стал Курган Славы.
Родившемуся в Малоярославце пограничнику В. В. Петрову (1920—1941) было посмертно присвоено звание Героя Советского Союза.
До 2010 года Малоярославец имел статус исторического поселения, однако Приказом Министерства Культуры РФ от 29 июля 2010 г. № 418/339 город был этого статуса лишён. Проведение торжественных мероприятий, приуроченных к празднованиям 600-летия Малоярославца и 200-летия Отечественной войны, содействовало осуществлению масштабных проектов благоустройства центра города, предусматривающих формирование парковой зоны с бульваром и скверами, восстановление старых памятников истории и культуры (таких, как монумент в память Малоярославецкого сражения 12 октября 1812 г., собор Успения Пресвятой Богородицы и церковь Казанской иконы Божией матери), а также возведение новых. В 2005 году занял второе место по итогам конкурса самый благоустроенный город России в категории городов с населением до 100 тыс. жителей, уступив дагестанскому Избербашу.
7 мая 2012 года указом президента В. В. Путина городу было присвоено почётное звание «Город воинской славы». В связи с этим была в 2015 году выпущены почтовая марка и монета номиналом 10 руб., а в 2023 году торжественно открыта стела «Город воинской славы».

## Население
| 1857    | 1859    | 1897    | 1913    | 1920    | 1923    | 1926    | 1931    | 1939    | 1959    | 1967    | 1970    |
| ------- | ------- | ------- | ------- | ------- | ------- | ------- | ------- | ------- | ------- | ------- | ------- |
| 2951    | ↘2913   | ↘2497   | ↗3285   | ↗4711   | ↗5145   | ↗5477   | ↗6444   | ↗11 729 | ↗17 892 | ↗20 000 | ↗21 219 |
| 1979    | 1989    | 1992    | 1996    | 1998    | 2000    | 2001    | 2002    | 2003    | 2005    | 2006    | 2007    |
| ↗22 108 | ↗26 582 | ↗27 100 | ↗28 000 | ↗29 300 | ↗30 600 | ↘30 500 | ↗31 606 | ↘31 600 | ↘31 300 | ↘31 200 | →31 200 |
| 2008    | 2009    | 2010    | 2011    | 2012    | 2013    | 2014    | 2015    | 2016    | 2017    | 2018    | 2019    |
| ↘31 100 | ↘30 850 | ↘30 392 | ↘30 297 | ↘29 953 | ↘29 503 | ↘28 955 | ↘28 401 | ↘28 058 | ↘27 791 | ↘27 448 | ↘27 411 |
| 2020    | 2021    | 2023    |         |         |         |         |         |         |         |         |         |
| ↗27 795 | ↗41 836 | ↘41 511 |         |         |         |         |         |         |         |         |         |

На 1 января 2025 года по численности населения город находился на 354-м месте из 1124 городов Российской Федерации.
Национальный состав
По итогам переписи населения 2020 года проживали следующие национальности (национальности менее 0,1 % и другое, см. в сноске к строке «Другие»):
| Национальность | Численность, чел. | Доля     |
| -------------- | ----------------- | -------- |
| Русские        | 32 958            | 78,78 %  |
| Цыгане         | 1094              | 2,61 %   |
| Армяне         | 585               | 1,40 %   |
| Таджики        | 461               | 1,10 %   |
| Узбеки         | 386               | 0,92 %   |
| Украинцы       | 223               | 0,53 %   |
| Азербайджанцы  | 186               | 0,44 %   |
| Татары         | 169               | 0,40 %   |
| Туркмены       | 84                | 0,20 %   |
| Молдаване      | 69                | 0,16 %   |
| Белорусы       | 51                | 0,12 %   |
| Другие         | 5570              | 13,34 %  |
| Итого          | 41 836            | 100,00 % |

## Экономика
В настоящее время в городе работают ОАО «Малоярославецкий хлебокомбинат» и ОАО «Малоярославецкий леспромхоз» выпускающее пиломатериалы, погонажные изделия из древесины. Малоярославецкая мебельная фабрика, филиал закрытого акционерного общества «Москомплектмебель» по изготовлению кухонной мебели.
В промышленной зоне построен и функционирует крупный индустриальный комплекс «АГРИСОВГАЗ», основные мощности которого были запущены в 1994—1995 годах. С 2014 года ООО «АГРИСОВГАЗ» принадлежит частному инвестору. Сегодня ООО «АГРИСОВГАЗ» представлено на рынке шестью актуальными бизнес-направлениями:
1. завод алюминиевого профиля;
2. завод горячего цинкования;
3. завод стальных труб и профилей;
4. завод металлоконструкции;
5. завод промышленных теплиц;
6. цех инструментального производства

## Образование
- Калужский филиал Московского финансово-юридического университета (МФЮА) [62]
- ГОУ для детей-сирот и детей, оставшихся без попечения родителей «Малоярославецкий детский дом»
- МОУ Гимназия города Малоярославца
- НГОУ «Православная гимназия» Свято-Никольского Черноостровского женского монастыря
- МУ дополнительного образования Малоярославецкая детско-юношеская спортивная школа
- МОУ Малоярославецкий районный Центр образования
- МКУ дополнительного образования «Малоярославецкая художественная школа имени А. Е. Куликова»[63]
- МБУ дополнительного образования «Малоярославецкая детская школа искусств»
- МБУ дополнительного образования «Центр внешкольной работы имени Героя Советского Союза Василия Петрова» Малоярославецкого района[64]
- МОУ дополнительного профессионального образования (повышение квалификации) работников образования «Малоярославецкий информационно-методический центр»

## Транспорт и дорожная система
Малоярославец находится в выгодном транспортном положении:
- Крупная станция Малоярославец на железнодорожной магистрали Москва — Брянск — Киев (Киевское направление МЖД).
- Через город проходит автомобильная дорога федерального значения А130 «Москва — Малоярославец — Рославль — граница с Белоруссией» (бывшая А-101).
- В 2 — 3 км на юго-восток от города проходит Федеральная автомобильная дорога М3 «Украина» (Киевское шоссе).
- магистраль областного значения на Боровск.
- Автобусная станция на площади ж/д вокзала. (Пригородное и междугороднее сообщение)

### Малоярославецкий автобус
В городе действуют шесть коммерческих (в режиме "маршрутного такси") и шесть муниципальных автобусных маршрутов. Маршруты обслуживаются преимущественно автобусами малой вместимости. Стоимость проезда — 25 рублей.
| №                   | Наименование маршрута                                  | Период обслуживания | Тип перевозок             | Перевозчик      |
| ------------------- | ------------------------------------------------------ | ------------------- | ------------------------- | --------------- |
| Регулярные маршруты |                                                        |                     |                           |                 |
| 1                   | Больница — Лагерь «Дружба» (через улицу Комсомольскую) | круглогодично       | По регулируемому тарифу   | ?               |
| 1                   | Больница — Лагерь «Дружба» (через улицу Комсомольскую) | круглогодично       | По нерегулируемому тарифу | ООО «Давгар»    |
| 2                   | Больница — Газсервис                                   | круглогодично       | По регулируемому тарифу   | ?               |
| 2                   | Больница — Газсервис                                   | круглогодично       | По нерегулируемому тарифу | ООО «Давгар»    |
| 3                   | Больница — Институт/Водокачка                          | круглогодично       | По регулируемому тарифу   | ?               |
| 3                   | Больница — Институт/Водокачка                          | круглогодично       | По нерегулируемому тарифу | ООО «Давгар»    |
| 4                   | Больница — Лагерь «Дружба» (через микрорайон Маклино)  | круглогодично       | По регулируемому тарифу   | ?               |
| 4                   | Больница — Лагерь «Дружба» (через микрорайон Маклино)  | круглогодично       | По нерегулируемому тарифу | ООО «Авторитет» |
| 6                   | Больница — Кирпичный (через микрорайон Маклино)        | круглогодично       | По регулируемому тарифу   | ?               |
| 6                   | Больница — Кирпичный (через микрорайон Маклино)        | круглогодично       | По нерегулируемому тарифу | ООО «Давгар»    |
| 7                   | Больница — Пластмассовый завод/Дачи Заря               | круглогодично       | По регулируемому тарифу   |                 |
| 7                   | Больница — Пластмассовый завод/Дачи Заря               | круглогодично       | По нерегулируемому тарифу | ООО «Авторитет» |

## Достопримечательности
- Древнее городище вятичей
- Свято-Никольский Черноостровский монастырь (женский; XVI век; в 1775 году закрыт; заново отстроен в 1801—1810 и 1813—1843 годах как памятник Отечественной войны 1812 года)
- Памятник генерал-фельдмаршалу М. И. Кутузову
- Памятник участнику Отечественной войны 1812 года С. И. Беляеву
- Памятник полковому священнику Василию Васильковскому
- Церковь Казанской иконы Божией Матери и монумент-часовня, посвященный Отечественной войне 1812 года и восстановленный в 2010 году.
- Здания бывших присутственных мест, жилые дома и почтовая станция (все — вторая четверть XIX века). На почтовой станции висит мемориальная табличка о пребывании там проездом Николая Гоголя.
- Военно-исторический музей Отечественной войны 1812 года[67]. Отделом этого музея является музей-диорама Е. И. Дешалыта «Сражение под Малоярославцем», расположенная в здании бывшей часовни. Недалеко от музея воздвигнут мемориал её героям.
- Музей истории и краеведения[68].
- До 60-х годов XX века в городе существовал большой деревянный дом, переживший нашествие армии Наполеона и Вторую мировую войну. Однако он пришёл в полную негодность и был разобран. В краеведческом музее существует его изображение, выполненное маслом.

- Малоярославец. Голубые ворота храма со следами пуль и осколков
- Церковь Казанской иконы Божией матери и памятник полковому священнику
- Церковь Казанской иконы Божией Матери и монумент-часовня
- Монумент в память Малоярославецкого сражения и Успенский собор
- Памятник М. И. Кутузову в сквере 1812 года
- Памятник С. И. Беляеву в сквере на площади Маршала Г.К. Жукова
- Стела_«Город_воинской_славы»_(Малоярославец)

## Культура
В городе регулярно проводятся реконструкции Малоярославецкого сражения, на которые приезжают гости и участники из разных стран мира.
В 1992 году в бывшем странноприимном доме Черноостровского монастыря была открыта «Малоярославецкая городская картинная галерея имени Е. А. Чернявской» (пл. Ленина, 12), где помимо 70 работ художницы Елизаветы Чернявской, представлены ещё около 200 картин, в основном, региональных художников. Также в музее имеются отдел деревянных скульптур и отдел декоративно-прикладного искусства.
Начиная с 1998 года в городе проходит ежегодный слёт байкеров, называемый «Мотоярославец». Фестиваль родился и вырос из мотофестиваля «Лицом к Лицу», проводимого журналом «Мото», как съезд читателей журнала «Мото». Фестиваль традиционно проходит в последние выходные июня.
В августе 2013 был проведён обновлённый фестиваль КРЫЛЬЯ.

### Фильмы, которые снимали в г. Малоярославец
- «Остановился поезд» — фильм режиссёра Вадима Абдрашитова, драма (1982)
- «Взлёт» — фильм режиссёра Саввы Кулиша, историческая драма (1979)
- «Сражения с Наполеоном. Малоярославец. Исход Великой армии» — фильм режиссёра Александра Сорокина, документально-исторический (2008)

### Картины
- Александр Юрьевич Аверьянов «Сражение за Малоярославец 12 (24) октября 1812 г.», «Дивизионный генерал А. Ж. Дельзон в бою за Малоярославец 12 (24) октября 1812 г.»

## Города-побратимы
- Алексин, Российская Федерация;
- Вязьма, Российская Федерация;
- Дзержинский, Российская Федерация;
- Козельск, Российская Федерация;
- Можайск, Российская Федерация;
- Серпухов, Российская Федерация.
- Борисов, Республика Беларусь.
- Голич, Словакия

По официальной информации на февраль 2025 года.